# 云龙桥 (大理)
云龙桥是中国云南省大理白族自治州漾濞彝族自治县县城西北漾濞江上的一座铁索桥，为博南古道自漾濞通永平、云龙之隘口。1993年11月16日公布为第四批云南省文物保护单位。
云龙桥长40米，宽3.27米，8根铁链之上铺栗木板作桥面，左右有铁链作护栏，因险要壮观被誉为“漾江飞虹”，两岸桥头上建有桥亭，原有李根源在1913年题写的“铁锁云龙”匾额，桥亭内另有一些名人题书。
云龙桥始建于明崇祯年间，清康熙三十一年（1692年）改建，清光绪二年（1876年）重修，民国初年修整。1966年8月24日，洪水冲毁东面桥墩及桥面，当地粗略重修起一钢索桥以恢复交通；1994－1995年又由政府拨款修复原貌。

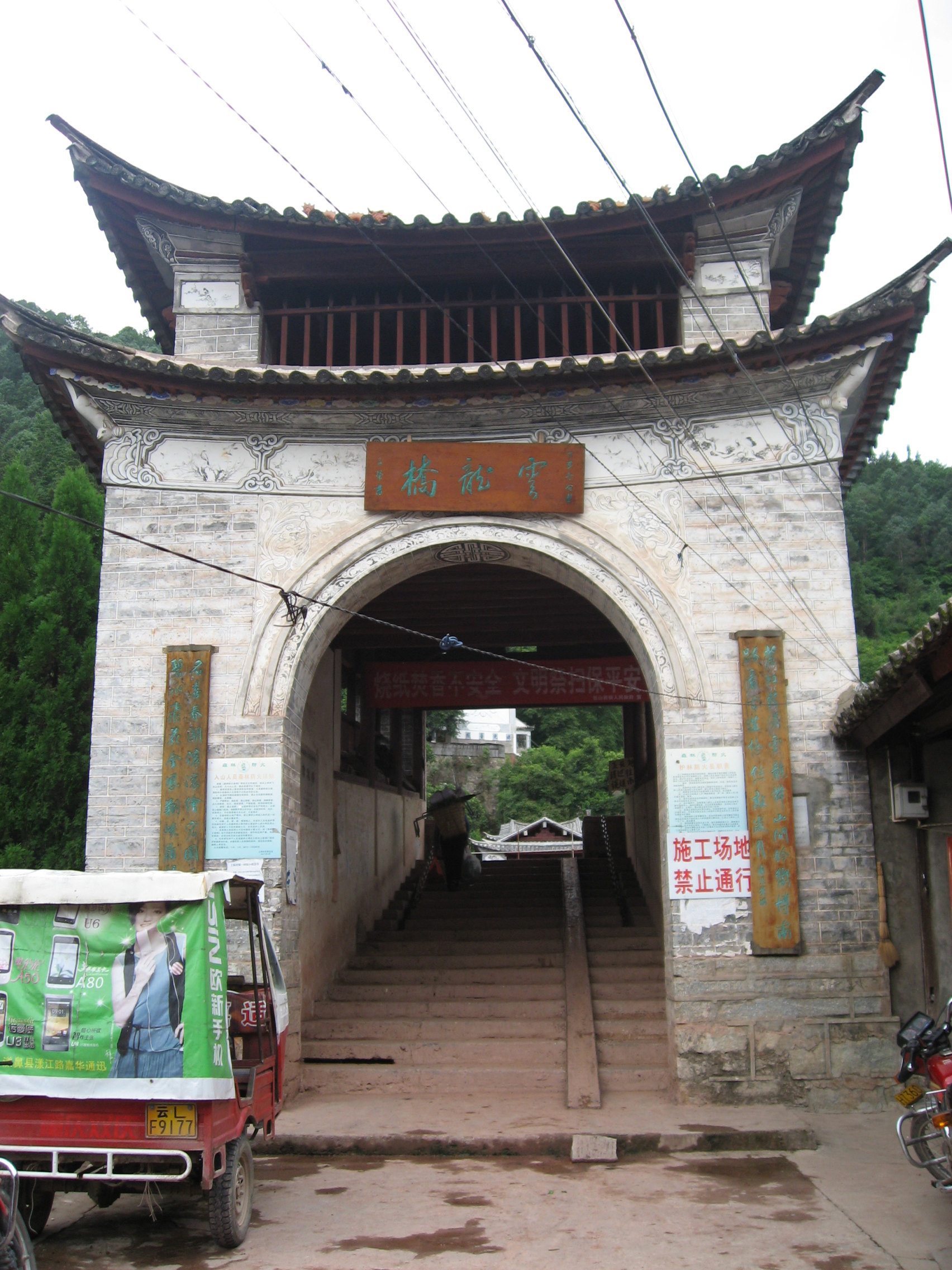
桥头的桥亭
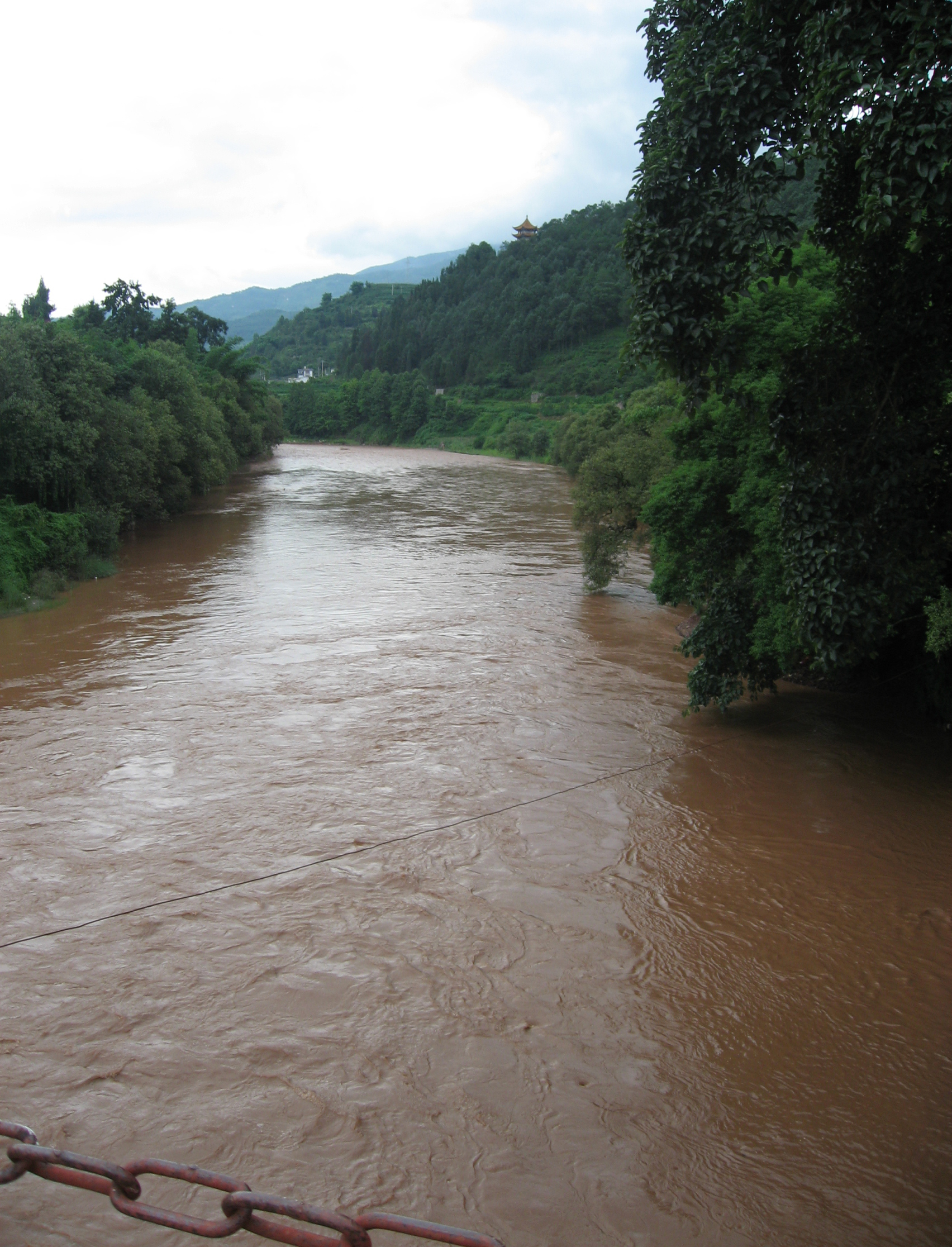
江面
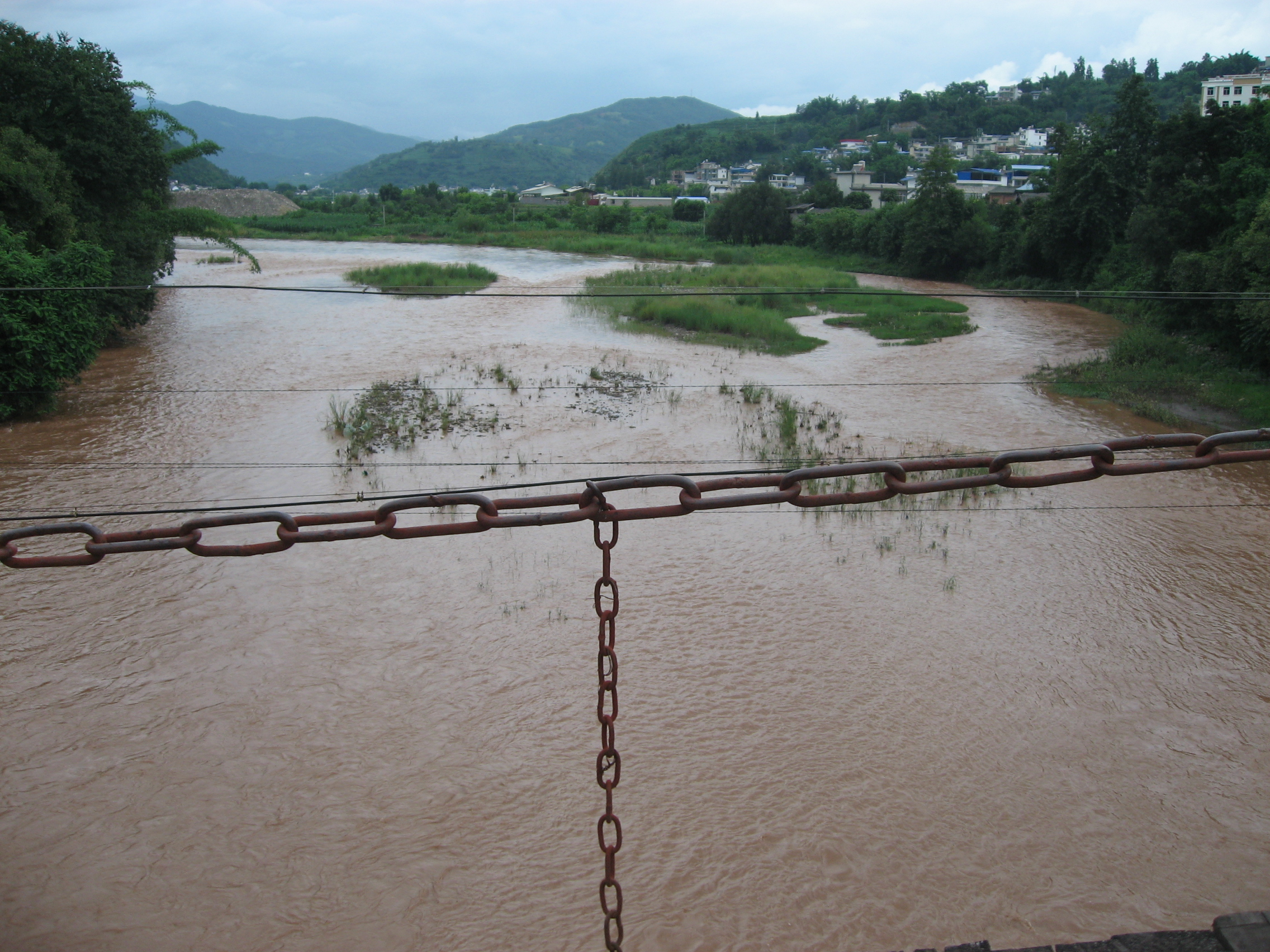
江面
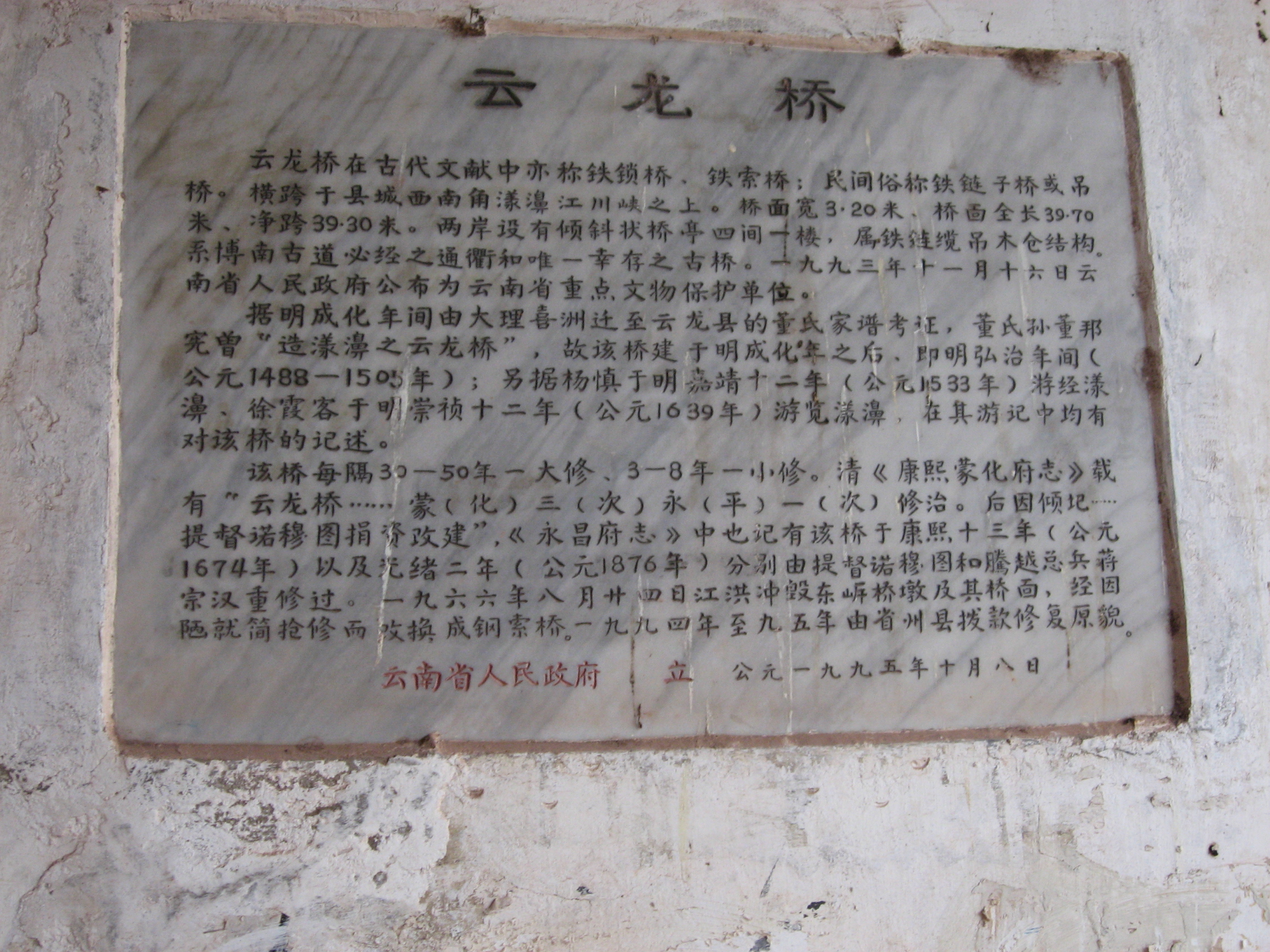
文物保护单位介绍